# Adolfo Bautista
Adolfo „Bofo” Bautista Herrera (ur. 15 maja 1979 w Dolores Hidalgo) – meksykański piłkarz występujący najczęściej na pozycji napastnika.

## Kariera klubowa
Bautista jest wychowankiem zespołu Tecos UAG. W seniorach tej drużyny zadebiutował 7 marca 1998 roku. Pierwszą bramkę w meksykańskiej Primera División strzelił 17 września 2000 roku, w przegranym 1:3 meczu z Necaxą. Latem 2002 roku Bautista trafił do zespołu Monarcas Morelia. Wraz z nim występował w rozgrywkach Apertura 2002 oraz Clausura 2003. W obu przypadkach Morelia została wicemistrzem kraju, ulegając najpierw drużynie Toluce, a potem Monterrey. W lipcu 2003 roku zawodnik przeniósł się do zespołu CF Pachuca. Tutaj w sezonie zasadniczym strzelił jedną bramkę (przeciwko Jaguares) w piętnastu meczach. Jego drużyna zwyciężyła w rozgrywkach Apertura 2003, zaś Bautista strzelił jedyną bramkę w rewanżowym meczu finałowym z Tigres UANL.
W styczniu 2004 roku Bautista został zawodnikiem Chivas de Guadalajara. W drużynie tej przebywał do czerwca 2007 roku. W tym okresie zdołał z nią wywalczyć mistrzostwo Apertura 2006 oraz wicemistrzostwo Clausura 2004. W meksykańskiej Primera División rozegrał ponad 100 spotkań w barwach Chivas. Następnym jego klubem był Jaguares de Chiapas. Trafił tu dokładnie 4 sierpnia 2007 roku za 5 milionów dolarów. W zespole Jaguares Bautista założył dość nietypowy jak na napastnika numer 1.
W grudniu 2009 roku Bautista powrócił do zespołu Chivas de Guadalajara. Doszedł z tą ekipą do finału Copa Libertadores 2010. Ostatecznie nie spełnił jednak pokładanych w nim nadziei i latem 2011 został oddany na wypożyczenie do Querétaro. Także tam nie zawsze pojawiał się na ligowych boiskach w wyjściowym składzie i po fazie Apertura sezonu 2011/2012 rozwiązano z nim umowę.
| Sezon     | Klub                  | Kraj   | Rozgrywki        | Mecze | Bramki |
| --------- | --------------------- | ------ | ---------------- | ----- | ------ |
| 1997/1998 | Tecos UAG             | Meksyk | Primera División | 2     | 0      |
| 1998/1999 | Tecos UAG             | Meksyk | Primera División | 2     | 0      |
| 1999/2000 | Tecos UAG             | Meksyk | Primera División | 7     | 0      |
| 2000/2001 | Tecos UAG             | Meksyk | Primera División | 29    | 5      |
| 2001/2002 | Tecos UAG             | Meksyk | Primera División | 30    | 10     |
| 2002/2003 | Monarcas Morelia      | Meksyk | Primera División | 45    | 19     |
| 2003/2004 | CF Pachuca            | Meksyk | Primera División | 20    | 2      |
| 2003/2004 | Chivas de Guadalajara | Meksyk | Primera División | 24    | 9      |
| 2004/2005 | Chivas de Guadalajara | Meksyk | Primera División | 34    | 6      |
| 2005/2006 | Chivas de Guadalajara | Meksyk | Primera División | 35    | 15     |
| 2006/2007 | Chivas de Guadalajara | Meksyk | Primera División | 38    | 12     |
| 2007/2008 | Jaguares de Chiapas   | Meksyk | Primera División | 31    | 7      |
| 2008/2009 | Jaguares de Chiapas   | Meksyk | Primera División | 30    | 14     |
| 2009/2010 | Jaguares de Chiapas   | Meksyk | Primera División | 8     | 1      |
| 2009/2010 | Chivas de Guadalajara | Meksyk | Primera División | 13    | 3      |
| 2010/2011 | Chivas de Guadalajara | Meksyk | Primera División | 24    | 0      |
| 2011/2012 | Querétaro FC          | Meksyk | Primera División | 10    | 1      |

## Kariera reprezentacyjna
Bautista w reprezentacji Meksyku zadebiutował 19 stycznia 2002 w wygranym 1:0 spotkaniu z Salwadorem w rozgrywkach Złotego Pucharu CONCACAF. Pierwszą bramkę strzelił 21 stycznia 2002 roku, w wygranym 3:1 meczu przeciwko Gwatemali. Był powołany na Copa América 2004 i 2007, gdzie jego zespół zajął trzecie miejsce oraz na Złoty Puchar CONCACAF 2002 i 2007, gdzie jego zespół zajął drugie miejsce. Wystąpił także na Mundialu 2010 w RPA, gdzie Meksyk dotarł do 1/8 finału.